# This Is How You Fall in Love
This Is How You Fall in Love è un singolo dei cantanti statunitensi Jeremy Zucker e Chelsea Cutler, pubblicato il 15 gennaio 2021 come primo estratto dall'EP collaborativo Brent II.

## Video musicale
Il video musicale è stato reso disponibile il 14 gennaio 2021.

## Tracce
Testi e musiche di Jeremy Zucker e Chelsea Cutler.
1. This Is How You Fall in Love – 2:54

## Formazione
- Jeremy Zucker – voce, produzione
- Chelsea Cutler – voce, produzione aggiuntiva
- Rob Moose – corde
- Dale Becker – mastering
- Jon Castelli – missaggio

## Classifiche
| Classifica (2021) | Posizione massima |
| ----------------- | ----------------- |
| Singapore         | 9                 |